# Буркхардт, Иоганн Людвиг
Иоганн Людвиг Буркхардт (Johann Ludwig Burckhardt; 24 ноября 1784, Лозанна — 15 октября 1817, Каир) — швейцарский востоковед, прославившийся в эпоху романтизма путешествиями по Ближнему и Среднему Востоку под именем Ибрагим ибн Абдалла. Один из первых исследователей Нубии.

## Биография
После курса в Геттингенском университете Буркхардт загорелся мыслью отыскать истоки реки Нигер. В 1806 году он направился в Англию с целью заручиться финансовой поддержкой Африканской ассоциации британских джентльменов. Получив одобрение своего проекта, он принялся изучать арабский в Кембридже, а в свободное время изнурял себя пешими переходами и приучался к прочим лишениям.
Настойчивость Буркхардта была вознаграждена весной 1809 года, когда при поддержке Джозефа Банкса он добрался до Сирии, где, выдавая себя за приезжего «шейха», стал изучать в Алеппо законы шариата. Пребывание в Сирии позволило ему в совершенстве овладеть арабским и, не внушая подозрений местным жителям, посетить неизвестные европейцам развалины древних цивилизаций, включая Пальмиру и Петру. Некоторую помощь в этом ему оказал Джон Баркер. Его познания в Коране были настолько обширны, что он написал к нему научный комментарий.
Для самого Буркхардта открытие Петры (благодаря которому он остался в истории) было лишь шагом к заветному переходу через Сахару к истокам Нигера. С целью подготовки этого предприятия он в 1812 г. приехал в Каир, который с той поры стал его домом. Под видом бедного сирийского купца он поднялся по Нилу до неведомого тогда Абу-Симбела, затем повернул на восток, переплыл Красное море и едва ли не первым из европейцев после Вартемы посетил как Медину, так и Мекку, где прожил три месяца.
Своё описание мусульманских святынь и покушавшихся на них ваххабитов Буркхардт переслал в Европу, где оно было незамедлительно опубликовано и принесло ему известность. Как и прочие записи Буркхардта, оно было составлено по-французски. Весной 1816 года он посетил гору Синай, но вскоре после того подхватил дизентерию и, истощённый длительными путешествиями, умер, не дожив нескольких недель до 33-летия.

## Труды
- «Путешествия по Нубии» — опубликовано в 1819 г.
- «Путешествие по Сирии и Святой земле» — опубликовано в 1822 г.
- «Путешествия по Аравии» — опубликовано в 1829 г.